# Gente de Festa
| Críticas profissionais                                                      | Críticas profissionais |
| Avaliações da crítica                                                       | Avaliações da crítica  |
| Fonte                                                                       | Avaliação              |
| --------------------------------------------------------------------------- | ---------------------- |
| AllMusic                                                                    | [ 1 ]                  |
| Esta tabela precisa de ser acompanhada por texto em prosa. Consulte o guia. |                        |

Gente de Festa é o quinto álbum da carreira da cantora e compositora baiana Margareth Menezes. O álbum foi lançado em 1995, pela Continental. O álbum traz a participação, da também cantora e compositora baiana, Maria Bethânia em duas faixas, "Ilê Que Fala De Amor" e "Sou Araketu".

## Faixas
| N.º            | Título                                                  | Compositor(es)                | Duração |  |
| 1.             | "Ilê Que Fala de Amor" (Participação de Maria Bethânia) | Fôca e Gilberto Timbaleiro    |         |  |
| 2.             | "Rataplan"                                              | Joccy Lee e Sílvio Almeida    |         |  |
| 3.             | "Love Of My Life"                                       | Freddie Mercury               |         |  |
| 4.             | "Vestido de Prata"                                      | Jorge Alfredo                 |         |  |
| 5.             | "Viola Festeira"                                        | Luiz Segrob e Rafael Jr.      |         |  |
| 6.             | "Reggae a Vida"                                         | Margareth Menezes             |         |  |
| 7.             | "Sou Araketu" (Participação de Maria Bethânia)          | Évany                         |         |  |
| 8.             | "Requebra no Vatapá" (Panamá)                           | D. Rudder e P. Goddard        |         |  |
| 9.             | "Libertar"                                              | Roberto Mendes e J. Velloso   |         |  |
| 10.            | "Swingueira Baiana"                                     | Dito                          |         |  |
| 11.            | "Música do Mundo"                                       | Dalmo Medeiros e Carlos Pitta |         |  |
| 12.            | "Cavalo Alado"                                          | Margareth Menezes             |         |  |
| Duração total: | Duração total:                                          | Duração total:                | 49:42   |  |